# Даиџи (ера)
Даиџи (大治) је јапанска ера (ненко) која је настала после Тенџи и пре Теншо ере. Временски је трајала од јануара 1126. до јануара 1131. године и припадала је Хејан периоду. Владајући монарх био је цар Сутоку.

## Важнији догађаји Даиџи ере
- 1128. (Даиџи 3, трећи месец): Наређена је конструкција Еншо-џи храма како би цар испунио свети завет.[3] Ово је само један у серији храмова „светог завета“ (гоган-џи) изграђених од стране царског двора чији је обичај започео цар Ширакава оснивајући Хошо-џи комплекс.[4]
- 1128. (Даиџи 3, шести месец): Фуџивара Тадамичи је раздужен дужности „сешо“ регента добивши нову титулу кампакуа.[3]
- 24. јул 1129. (Даиџи 4, седми дан седмог месеца): Бивши цар Ширакава умире у 77 години живота.[5]